# Гаркави, Юдель Ельевич
Юдель Ельевич Гарка́ви (1913 — 1960) — советский инженер, лауреат Сталинской премии первой степени (1950).

## Биография
Родился 17 (30 октября) 1913 года в Минске (ныне Беларусь).
C 1930 года работал на ЛМЗ имени И. В. Сталина токарем, фрезеровщиком, сверловщиком, конструктором (с 1935 года). Там же учился во втузе. После его окончания (1937) — инженер конструкторского бюро водяных турбин, начальник сектора, начальник лаборатории регулирования, начальник бюро расчётов.
Блокадник, работал фрезеровщиком, эвакуирован вместе с заводом 28.01.1942 в город Верхняя Салда.
Умер 15 июля 1960 года. 

## Соавтор книг
- Регулирование гидротурбин [Текст] / Ю. Е. Гаркави, М. И. Смирнов. — Москва ; Ленинград : Машгиз, [Ленингр. отд-ние], 1954. — 348 с.; 3 л. схем. : ил., схем.; 23 см.
- Гидротурбины и их регулирование [Текст] : [Учебник для машиностроит. техникумов] / Г. С. Щеголев, Ю. Е. Гаркави. — Москва ; Ленинград : Машгиз. [Ленингр. отд-ние], 1957. — 350 с., 3 л. схем. : ил.; 26 см.
- Turbiny wodne oraz ich regulacja [Текст] / G. Szczegolew, J. Garkawi ; Tłum. Paweł Potapowicz i i. — Warszawa : Państw. wyd-wa techniczne, 1959. — 394 с., 3 л. ил. : ил.; 24 см.
- Турбинное оборудование гидроэлектростанций: Руководство для проектирования/ Ф. В. Аносов, И. М. Гамус, Ю. Е. Гаркави и др. — М.: Гос энергоиздат, 1958.

## Признание
- медаль «За оборону Ленинграда» (1945).
- Сталинская премия первой степени (1950) — за разработку конструкций, изготовление и пуск в эксплуатацию новых усовершенствованных гидротурбин мощностью 102 000 л. с. для Днепрогэса имени В. И. Ленина.